# Partido Africano da Independência de Guiné e Cabo Verde

Vlag van de PAIGC

Ochtendappel van de troepen van de onafhankelijkheidsbeweging PAIGC, Hermangono, Guinee-Bissau, 1974

PAIGC (Portugees: Partido Africano da Independência de Guiné e Cabo Verde) was een verzetsbeweging en is een politieke partij in Guinee-Bissau en tot 1981 in Cabo Verde.
De partij werd in 1956 opgericht om een verzetsbeweging te leiden die naar onafhankelijkheid van Guinee-Bissau en Kaapverdië streefde. Voornaamste stichter was Amílcar Cabral, landbouwingenieur, schrijver en politicus, die de PAIGC uitbouwde tot een geduchte guerrillabeweging en die ook een toonaangevende rol speelde in de onafhankelijkheidsstrijd van de Portugese kolonies in Afrika.
Na de onafhankelijkheid van Guinee-Bissau in 1973 (erkend door Portugal in 1974), en de onafhankelijkheid van Cabo Verde in 1975 was de partij de marxistisch-leninistische eenheidspartij. Tot voor de staatsgreep tegen de president van Guinee-Bissau Luís Cabral in 1980 streefde de PAIGC naar een unie tussen Guinee-Bissau en Cabo Verde. Daarna werden de staatkundige en partijbanden tussen de twee landen gedurende enige jaren verbroken.
De Kaapverdische tak van de PAIGC wijzigde in 1981 haar naam in PAICV (Afrikaanse Onafhankelijkheidspartij van Cabo Verde).

## Secretarissen-generaal/voorzitters van de PAIGC
- Amílcar Cabral - 1956-1973
- Aristides Pereira - 1973-1977
- Luís Cabral - 1977-1980
- João Bernardo Vieira, secretário geral (nov 1981), presidente (okt 1986)
- Francisco Benante, presidente (sep 1999)
- Carlos Gomes Júnior (Cadogo Jr.), presidente (feb 2002)
- Domingos Simões Pereira, presidente (februari 2014)[1]